# Chambain
Chambain is een gemeente in het Franse departement Côte-d'Or (regio Bourgogne-Franche-Comté) en telt 30 inwoners (2009). De plaats maakt deel uit van het arrondissement Montbard.

## Geografie
De oppervlakte van Chambain bedraagt 9,0 km², de bevolkingsdichtheid is dus 3,3 inwoners per km².
De onderstaande kaart toont de ligging van Chambain met de belangrijkste infrastructuur en aangrenzende gemeenten.

## Demografie
Onderstaande figuur toont het verloop van het inwonertal (bron: INSEE-tellingen).